# António Tavares (Schriftsteller)

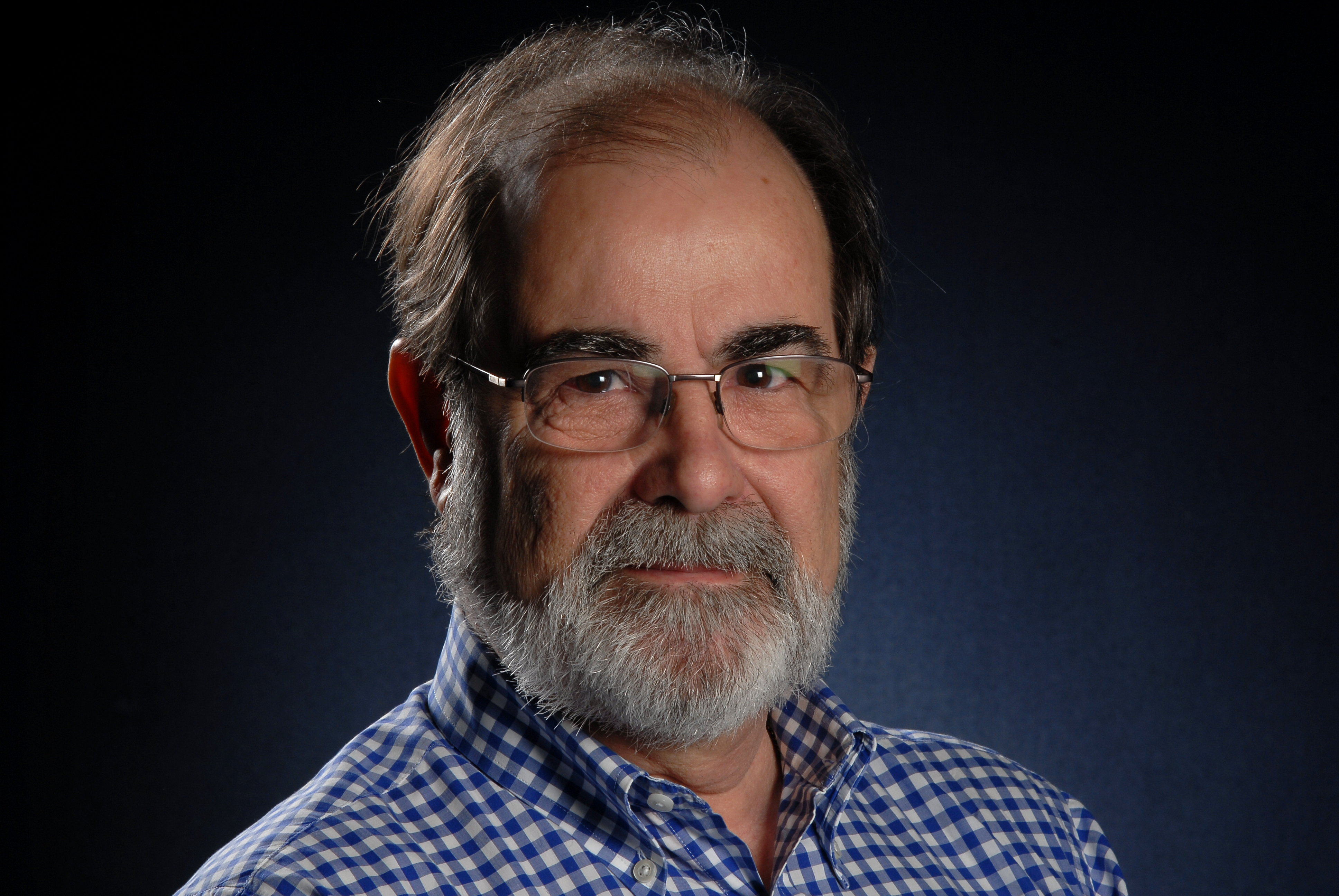
António Tavares (2009)

António Tavares (* 1960 in Lobito, Angola) ist ein portugiesischer Schriftsteller und Journalist. Er war zudem Lehrer der Sekundarstufe und mehrfach Lokalpolitiker in Figueira da Foz, wo er seit den frühen 2000er Jahren lebt und arbeitet.

## Leben
Tavares wurde in der damaligen portugiesischen Kolonie Angola geboren und kam 1975 mit seiner Familie, nach der Unabhängigkeit Angolas und dem Ausbruch des angolanischen Bürgerkriegs, als Retornado nach Portugal. Nach dem Gymnasium in Porto absolvierte er ein Jurastudium an der Universität Coimbra, mit einem dort folgenden postgradualen Studium in Kommunikationsrecht.
Er wurde danach Lehrer an weiterführenden Schulen, zunächst in Ponta Delgada auf den Azoren, danach im Seebad Figueira da Foz, wo er sich ab 2005 auch in der Kommunalpolitik engagierte und von 2009 bis 2013 in der Stadtverwaltung zuständiger Dezernent für Kultur, Stadtplanung und Umwelt war. Nach 2013 wurde er stellvertretender Bürgermeister und ließ fortan seine Lehrtätigkeit ruhen. Parallel war er Gründer, Direktor und Journalist der Regionalzeitung A Linha do Oeste und der Zeitschrift Litorais.
Tavares hatte bereits Theaterstücke, Essays und erste Erzählungen geschrieben, als er 2013 seinen ersten Literaturpreis erhielt, den Prémio Alves Redol der Stadt Vila Franca de Xira für seinen zweiten Roman O Tempo Adormeceu sob o Sol da Tarde (portugiesisch für: „Die Zeit schlief unter der Abendsonne ein“). Noch im gleichen Jahr war er Finalist in der Auswahl zum Prémio LeYa mit seinem ersten, 2012 geschriebenen Roman As Palavras Que Me Deverão Guiar Um Dia (portugiesisch für: „Die Worte, die mich einst leiten werden“, Verlag Teorema), und er kam in die Schlussauswahl des ebenfalls renommierten Prémio Fernando Namora, ohne am Ende jedoch ausgezeichnet zu werden.
2015 nahm er am ersten Literaturfestival des Romans im französischen Chambéry teil. Im gleichen Jahr erhielt er dann seine bislang bedeutendste Auszeichnung, den mit 100.000 Euro dotierten Prémio LeYa, für seinen Roman O Coro dos Defuntos (portugiesisch für: „Der Chor der Leichen“, Verlag LeYa), der als sein bedeutendstes Werk gilt. In dem Buch erzählt er, mit Rückgriff auf überholte Begriffe und mit teils ironischen Anklängen, die Geschichte eines kleinen Dorfes in der mittelportugiesischen Region Beira in der Zeit zwischen 1968 und der Nelkenrevolution vom 25. April 1974, das in geradezu mittelalterlichen Zuständen ohne Strom und Kanalisation lebt, von Legenden, Mythen und einer allmächtigen Religion durchdrungen.
Seither veröffentlichte er mehrere Romane. 2024 stellte er in seiner Wahlheimat Figueira da Foz seinen aktuellen Roman Mesmo não Indo, o Tempo Vai (deutsch etwa: „Auch ohne zu gehen, läuft die Zeit“, Verlag Dom Quixote, LeYa-Verlagsgruppe) vor.

## Werke (Auswahl)
- 2013: O Tempo Adormeceu sob o Sol da Tarde (unveröffentlicht)
- 2014: As Palavras Que Me Deverão Guiar Um Dia (Editorial Teorema)
- 2015: O Coro dos Defuntos (LeYa)
- 2017: Todos os Dias Morrem Deuses (Dom Quixote)
- 2019: Homem de Pó (Dom Quixote)
- 2022: Aprender a Usar a Baioneta em Tempo de Guerra (Edições Humus)
- 2024: Mesmo não Indo, o Tempo Vai (Dom Quixote)